# 齊藤信宰
齊藤 信宰（さいとう のぶただ、1945年2月20日 - ）は、日本の刑法学者。大東文化大学名誉教授、前法科大学院長、博士（法学）（朝日大学）。弁護士（第二東京弁護士会所属）。

## 人物
牧野英一、木村龜二の系統主観主義刑法学の立場に立つ学者。
東北学院大学時代から単位認定が厳しいことで有名となる。中央学院大学時代には刑法総論が1年次の単位でありながら4年生の受講者が100人を超え、就職が決まっても刑法総論の単位がとれず卒業できない者が2桁にのぼった。実際に警視庁に内定しながら、刑法の単位が取れなかった学生に対して「刑法の単位も取れないような者に警察官になって欲しくない」と言って教授会での単位操作による卒業には毅然とした態度を取り、この学生は卒業できなかったため、学生のみならず事務職員からも「鬼の齊藤」と恐れられていた。
次期学長の有力候補とも囁かれ、大東文化大学法科大学院からの招聘を三度断ったが、西原春夫や西田典之の推薦を受けた大東文化大学側が「このままではロースクールの認可が得られないと懇願した」ことにより已む無く折れたといわれている。大東文化大学法科大学院教授就任後も行政能力を買われ法科大学院長になった。
2015年、定年退職。

## 略歴
山梨県出身。明治大学法学部から同大大学院法学研究科博士課程単位取得。指導教授木村龜二。木村の逝去により駒澤貞志の門下になる。
しかし、駒澤が明治大学法学部出身で大学院は東京大学の団藤重光の元へ進んでいた川端博を法学部の専任助手に招聘したことから関係が悪くなり、実際には、早稲田大学の西原春夫の薫陶を受けた。
西原は早稲田の自分の門下と同じく就職の面倒をみた。東北学院大学から中央学院大学への転職の際にも西原の薦めにしたがって移籍したという間柄で早稲田の高橋則夫ともドイツ留学時代は旧知の仲であった。明治大学大学院を経てドイツ・マックス・プランク外国国際刑法研究所留学。
1974年奥州大学経済学部専任講師。
1979年東北学院大学法学部助教授。
1986年中央学院大学法学部助教授。
1994年同法学部教授。
1999年学校法人中央学院理事。
2002年中央学院大学図書館長。
2004年大東文化大学法科大学院教授。
2006年同法科大学院長。
2017年同定年退職。
中央学院大学では法学部長、大学図書館長を歴任して次期学長の有力候補と囁かれた。

## 著書
単著
- 『刑法における錯誤論の研究』（成文堂、1989年）
- 『刑法講義（各論）』（成文堂、1990年、新版、2007年）
- 『刑法講義（総論）』（成文堂、1991年、新版、2007年）
- 『刑法における違法性の研究』（成文堂、2003年）

共著
- （辻本義男）『刑法学概要』（成文堂、1986年）
- （岡勝年）『演習経済刑法』（成文堂、1994年）
- （編著）『現代社会における法学入門』（成文堂、2006年、第2版、2010年）

## 門下生
- 杉山和之（志學館大学法学部准教授）